# Люди, як кораблі
«Люди, як кораблі» — сингл зі студійного альбому «Танго» українського музичного гурту «Скрябін». Пісня вийшла у березні 2005 року.

## Про сингл
У інтерв'ю українській службі BBC Кузьма Скрябін розповів, що порівняння людей з кораблями є яскравою асоціацією, оскільки, як і кораблі, люди бувають різні. Також співак сказав:
|  | Філософська спрямованість пісні "Люди як кораблі" полягає в тому, щоб люди не ідеалізували той світ, який є навколо них, щоб були завжди обережні. Тому що в неочікуваний момент навколо тебе можуть виникнути вороги, і як щурики прогризти дно твого корабля. |

Музичний продюсер Олег Буренін стверджував, що рядок з пісні, де співається «Ти не сестра моя» був адресований Юлії Тимошенко, яка, на час виходу синглу, була Прем'єр-міністром України та критикувала Кузьму Скрябіна за його виступи на концертах на підтримку Віктора Януковича під час передвиборчої кампанії виборів Президента України у 2004 році.
Станом на 1 січня 2023 року музичне відео на цю композицію займало 68 позицію у списку 100 найпопулярніших офіційних відеокліпів українськомовних виконавців на YouTube.

## Переспіви
- 20 травня 2015 року Тарас Тополя виконав цю пісню на концерті пам'яті Кузьми Скрябіна[4]. Пізніше, Тарас разом зі своїм гуртом «Антитіла» випустили студійну версію цієї пісні та включили її до свого студійного альбому «Сонце», що вийшов у 2016 році[5]. Також було відзнято музичний відеокліп[6].
- Українська співачка Dorofeeva випустила власну версію цієї пісні у складі свого альбому «Сенси», який побачив світ у вересні 2022 року[7].
- Влітку 2022 українська співачка «Roxolana» записала переспів цієї пісні з оркестровим аранжуванням[8].
- У квітні 2023 року українська співачка «DaKooka» випустила альбом «Скрябін by Dakooka», який повністю складається з переспівів деяких пісень гурту «Скрябін», де зокрема була і ця пісня[9].